# Bapsko Polje
Bapsko Polje (Servisch cyrillisch: Вапско Поље) is een plaats in de Servische gemeente Kraljevo. De plaats telt 260 inwoners (2002).